# Laura Breckenridge
Pour les articles homonymes, voir Breckenridge.
Laura Breckenridge (née le 22 août 1983) à Flourtown en Pennsylvanie, est une actrice américaine.

## Filmographie
- 2000 : Boston Public, saison 1, épisode 17
- 2005 : Jeux de gangs
- 2005 : Related, saison 1 : Rose Sorelli
- 2005 : Southern Belles[1] : Bell
- 2006 : Loving Annabelle : Colins
- 2006 : The Favor[1]
- 2008 : Amusement[1] : Shelby
- 2008 : Beautiful Loser : Tracy (adolescente)
- 2008 : Gossip Girl, épisodes  D, S, B, Yale ou pas Yale ?,  D : La rumeur court et  La Fin du temps de l'innocence : Rachel Carr
- 2008 : Hit and Run : Mary
- 2010 : BoyBand : Samantha Hughes
- 2010 : Drop Dead Diva, épisode La Reine des teignes : Dawn Lucas
- 2010 : Grey's Anatomy, épisode  Responsable… ou pas : Julia
- 2010 : Les Experts, épisode  Noces de sang : Julie Crenshaw
- 2011 : Coup de foudre pour Noël : Wendy Walton
- 2011 : Les Experts : Manhattan, épisode  Quitter la cage : Lisa Richards
- 2012 : Blue Bloods, épisode  La Bonne Éducation : Dana
- 2014 : La Cerise sur le gâteau de mariage : Marcie Schlossberg
- 2016 : Esprits Criminels, épisode  Le Fiancé imaginaire : Nicole Seavers
- 2017 : Bull, épisode  Les Loups de Wall Street : Erin Howland

## Vie privée
Elle s'est mariée en mai 2013 avec Benjamin Savage.